# Casatisma
Casatisma (lombardul: La Catisma) település Olaszországban, Lombardia régióban, Pavia megyében. Lakosainak száma 849 fő (2023. január 1.). Casatisma Bressana Bottarone, Casteggio, Castelletto di Branduzzo, Corvino San Quirico, Robecco Pavese és Verretto községekkel határos.

## Népesség
A település népességének változása:
| Lakosok száma | 892  | 888  | 849  |
|               | 2017 | 2018 | 2023 |